# Asilus fulcratus
Asilus fulcratus är en tvåvingeart som först beskrevs av Giovanni Antonio Scopoli 1763.  Asilus fulcratus ingår i släktet Asilus och familjen puckeldansflugor.
Artens utbredningsområde är Slovenien. Inga underarter finns listade i Catalogue of Life.